# Chiles regioner
Chile er opdelt i femten regioner (spansk: región), som er det øverste niveau af landets administrative opdeling. Hver region ledes af en intendant (intendente) udpeget af præsidenten samt en indirekte valgt forsamling i form af et regionsråd (consejo regional).
Regionerne er opdelt i provinser, der udgør andet niveau i den administrative opdeling og som ledes af guvernør (gobernador), som ligeledes udpeges af præsidenten. Der er i alt 54 provinser, der igen er opdelt i et antal kommuner (tredje og laveste administrative niveau), som styres af kommunalråd.

## Betegnelser
Hver region benævnes ved et romertal samt et navn, fx IV Región de Coquimbo. Da regionstrukturen blev indført, blev regionerne nummereret fra nord mod syd, så den nordligste region fik nummer I, mens den sydligste fik nummer XII. Santiago Hovedstadsregionen, der omfatter landets hovedstad Santiago, ligger i midten og blev holdt uden for nummereringen. I stedet bruges RM om denne region i betydningen Región Metropolitana.
Da der blev tilføjet to nye regioner i 2007, fik de numrene XIV og XV, idet man undlod at bruge XIII, og det betød, at den eksisterende nummerering fra nord til syd blev brudt.

## Regionernes historie
Den nuværende administrative opdeling af Chile stammer fra 1974, hvor der var sat en begrænsning på tretten regioner (denne grænse blev ophævet i 2005 ved en grundlovsændring). Før den tid var landet opdelt i 25 provinser, der var opdelt i et antal områder, som igen var opdelt i kommuner. Den nye administrative inddeling blev indført i etaper, hvor et antal "pilotregioner" trådte i kraft fra 1974, mens de fleste øvrige regioner fungerede fra årsskiftet 1975-76. Hovedstadsregionen var den sidste, der kom til at fungere, idet den fik effekt fra april 1980.
I december 2006 dannedes de to seneste regioner. Arica og Parinacota mod nord blev dannet, ved at man tog de to nordligste provinser fra Tarapacá og gjorde til en selvstændig region. Los Ríos længere mod syd blev dannet ved, at man tog provinsen Valdivia ud af Los Lagos og i øvrigt delte denne provins i to provinser. De nye regioner trådte i kraft i oktober 2007.

## Regionerne
| Fork. | Navn (dansk/spansk)                                                            | Hovedstad    | Areal (km2) | Indbyggertal |
| ----- | ------------------------------------------------------------------------------ | ------------ | ----------- | ------------ |
| XV    | Arica og Parinacota Región de Arica y Parinacota                               | Arica        | 16.898,6    | 212.813      |
| I     | Tarapacá Región de Tarapacá                                                    | Iquique      | 41.799,5    | 295.095      |
| II    | Antofagasta Región de Antofagasta                                              | Antofagasta  | 126.049,1   | 530.879      |
| III   | Atacama Región de Atacama                                                      | Copiapó      | 75.176,2    | 284.992      |
| IV    | Coquimbo Región de Coquimbo                                                    | La Serena    | 40.579,9    | 687.806      |
| V     | Valparaíso Región de Valparaíso                                                | Valparaíso   | 16.396,1    | 1.697.581    |
| VI    | O'Higgins Región del Libertador General Bernardo O'Higgins                     | Rancagua     | 16.387      | 851.406      |
| VII   | Maule Región del Maule                                                         | Talca        | 30.296,1    | 955.048      |
| VIII  | Biobío Región del Biobío                                                       | Concepción   | 37.062,6    | 1.950.482    |
| IX    | Araucanía Región de la Araucanía                                               | Temuco       | 31.842,3    | 889.492      |
| XIV   | Los Ríos Región de Los Ríos                                                    | Valdivia     | 18.429,5    | 364.183      |
| X     | Los Lagos Región de Los Lagos                                                  | Puerto Montt | 48.584,5    | 767.714      |
| XI    | Aisén Región Aisén del General Carlos Ibáñez del Campo                         | Coihaique    | 108.494,4   | 94.271       |
| XII   | Magallanes og Antártica Chilena Región de Magallanes y de la Antártica Chilena | Punta Arenas | 132.297,2   | 155.332      |
| RM    | Santiago Hovedstadsregionen Región Metropolitana de Santiago                   | Santiago     | 15.403,2    | 6.604.835    |

Note: Indbyggertallene stammer fra folketællingen i 2012.